# Маневрова робота

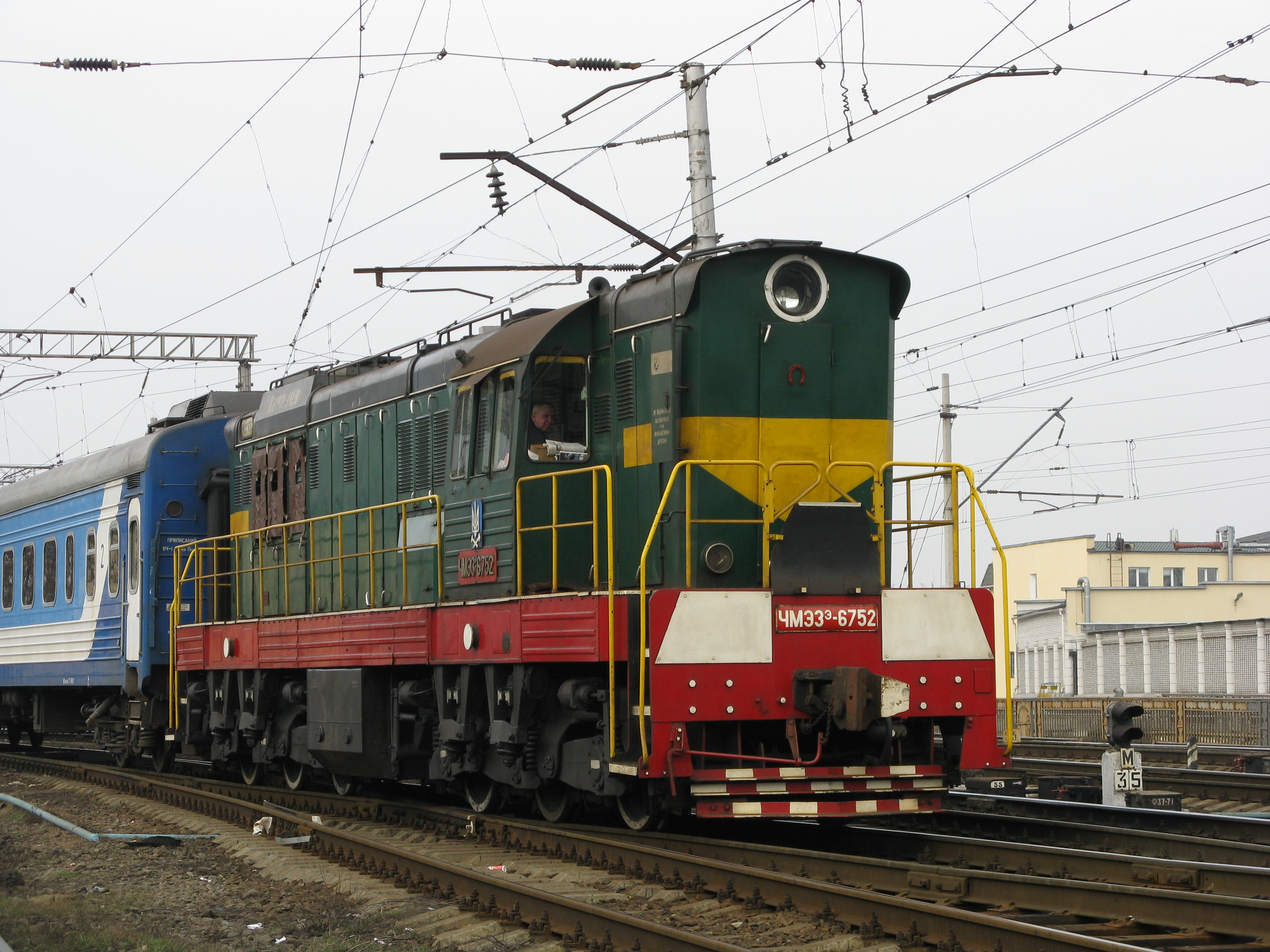
Маневровий тепловоз подає фірмовий поїзд «Оберіг» Київ-Харків на станцію Київ-Пасажирський

Маневрова робота — це позапоїздне пересування рухомого складу в межах станції, а в окремих випадках, із виїздом на перегін.
Маневрову роботу виконують на витяжних коліях (витяжках), сортувальних гірках, напівгірках, похилих коліях. На витяжних коліях вагони пересуваються за допомогою маневрових локомотивів, на гірках — під дією сили тяжіння, на напівгірках — за допомогою маневрових локомотивів і під дією сили тяжіння. Як засоби пересування використовують локомотиви, тягачі, тракмобілі Mercedes-Benz Unimog і штовхачі, а також стаціонарні прилади. При виконанні маневрових робіт переважно використовують тепловози, рідше — електровози. Стаціонарні прилади (електролебідки) застосовують для перестановки вагонів на завантажувально-розвантажувальних і ремонтних коліях.
Безпосередньо маневрові пересування складаються з окремих елементів. Напіврейс — пересування вагонів з локомотивом або одного локомотива без зміни напрямку руху. Пересування вагонів з локомотивами або одного локомотива по станційним коліям називається маневровим рейсом. Він складається з двох напіврейсів. При пересуванні локомотива з вагонами напіврейси і рейси називають робочими, без них — холостими. Вагони, з якими здійснюється робочий напіврейс або рейс називають маневровим составом.

## Класифікація маневрів
Маневри являють собою поєднання напіврейсів. Розрізняють такі основні напіврейси:
1. розгін-гальмування
2. розгін-рух з встановленою швидкістю
3. розгін-рух по інерції
4. розгін-рух по інерції і гальмування
5. розгін-рух з встановленою швидкістю і по інерції
6. розгін-рух з встановленою швидкістю по інерції і гальмування

В залежності від призначення, маневри поділяються таким чином:

- розформування поїздів — сортування вагонів згідно з їхнім призначенням;
- формування поїздів — сортування і збирання вагонів;
- одночасне розформування і формування — повне або часткове поєднання операцій;
- причеплення і відчеплення вагонів від поїздів;
- подача і прибирання вагонів на вантажні та інші пункти станції;
- вантажні маневри — розташування вагонів по вантажним фронтам та збирання складу;
- інші — перестановка рухомих складів і груп вагонів, перевантажування, осажування або підтягування на коліях та ін.